# Cenon-sur-Vienne
Cenon-sur-Vienne ist eine französische Gemeinde mit 1.690 Einwohnern (Stand: 1. Januar 2022) im Département Vienne in der Region Nouvelle-Aquitaine. Sie gehört zum Arrondissement Châtellerault, zum Kanton Chauvigny und zum Gemeindeverband Pays Châtelleraudais. Die Einwohner werden Cenonais genannt.

## Geographie
Cenon-sur-Vienne liegt an dem Zusammenfluss von Clain und Vienne, etwa 25 Kilometer nordnordöstlich von Poitiers. Umgeben wird Cenon-sur-Vienne von den Nachbargemeinden Châtellerault im Norden, Availles-en-Châtellerault im Osten, Vouneuil-sur-Vienne im Süden sowie Naintré im Westen.
Cenon-sur-Vienne liegt an der Via Turonensis, einem Abschnitt des Jakobswegs.

## Geschichte
Vor den Toren Cenon-sur-Viennes fand 742 die Schlacht von Tours und Poitiers statt. 
| Bevölkerungsentwicklung    | Bevölkerungsentwicklung | Bevölkerungsentwicklung | Bevölkerungsentwicklung | Bevölkerungsentwicklung | Bevölkerungsentwicklung | Bevölkerungsentwicklung | Bevölkerungsentwicklung | Bevölkerungsentwicklung |
| -------------------------- | ----------------------- | ----------------------- | ----------------------- | ----------------------- | ----------------------- | ----------------------- | ----------------------- | ----------------------- |
| Jahr                       | 1962                    | 1968                    | 1975                    | 1982                    | 1990                    | 1999                    | 2006                    | 2012                    |
| Einwohner                  | 840                     | 837                     | 963                     | 1240                    | 1620                    | 1900                    | 1822                    | 1829                    |
| Quellen: Cassini und INSEE |                         |                         |                         |                         |                         |                         |                         |                         |

## Sehenswürdigkeiten
- römischer Wegestein
- Kirche Saint-Pierre
- Merowinger-Nekropole
- Brunnen Saint-Pirou
- Schloss Les Sources

## Gemeindepartnerschaft
Mit dem deutschen Ortsteil Eschelbach der Stadt Sinsheim in Baden-Württemberg besteht seit 1975 eine Partnerschaft.